# Russisch curlingteam (gemengddubbel)
Het Russische curlingteam vertegenwoordigt Rusland in internationale curlingwedstrijden.

## Geschiedenis
Rusland debuteerde op het wereldkampioenschap curling voor gemengddubbele landenteams van 2008 in het Finse Vierumäki. Ze plaatsten zich niet voor de play-offs. In 2010 veroverde het Russische team in eigen land de wereldtitel. In de finale werd Nieuw-Zeeland met 9-7 verslagen. Rusland haalde zijn tweede titel op het wereldkampioenschap 2016, nadat er in de finale gewonnen werd van China met 7-5. In 2011 en 2018 speelde Rusland ook de finale. In 2011 werd verloren met 2-11 en in 2018 met 6-9, beide keren van Zwitserland. Vanaf 2022 is Rusland niet meer van de partij.
In 2018 nam Rusland deel aan het eerste olympische toernooi in het gemengddubbel. Het land moest deelnemen onder de naam Olympische atleten uit Rusland, vanwege de Russische uitsluiting door dopingschandalen. Alleen atleten die nooit op doping waren betrapt mochten deelnemen. Rusland werd vertegenwoordigd door Aleksandr Kroesjelnitski en Anastasia Bryzgalova. Het land bereikte de halve finale, waarin verloren werd van Zwitserland. In de strijd om het brons werd Noorwegen met 8-4 opzij gezet. Rusland werd nadien evenwel gediskwalificeerd omdat Aleksandr Kroesjelnitski na de wedstrijd op doping werd betrapt. Daardoor ging het brons naar Noorwegen.

## Rusland op de Olympische Spelen
| Jaar | Plaats        | Team                                            | WG            | W             | V             | PV            | PT            |
| ---- | ------------- | ----------------------------------------------- | ------------- | ------------- | ------------- | ------------- | ------------- |
| 2018 | DQ            | Aleksandr Kroesjelnitski & Anastasia Bryzgalova | 11            | 10            | 1             | 85            | 48            |
| 2022 | Geen deelname | Geen deelname                                   | Geen deelname | Geen deelname | Geen deelname | Geen deelname | Geen deelname |

## Rusland op het wereldkampioenschap
| Jaar | Plaats        | Team                                            | WG            | W             | V             | PV            | PT            |
| ---- | ------------- | ----------------------------------------------- | ------------- | ------------- | ------------- | ------------- | ------------- |
| 2008 | 18            | Dmitri Abanin & Ilona Grisjina                  | 7             | 2             | 5             | 43            | 49            |
| 2009 | Geen deelname | Geen deelname                                   | Geen deelname | Geen deelname | Geen deelname | Geen deelname | Geen deelname |
| 2010 | 1             | Petr Don & Jana Nekrasova                       | 9             | 9             | 0             | 79            | 42            |
| 2011 | 2             | Aleksej Tseloesov & Alina Kovaleva              | 10            | 7             | 3             | 75            | 56            |
| 2012 | Geen deelname | Geen deelname                                   | Geen deelname | Geen deelname | Geen deelname | Geen deelname | Geen deelname |
| 2013 | 9             | Aleksej Kamnev & Jana Nekrasova                 | 9             | 5             | 4             | 54            | 48            |
| 2014 | 5             | Aleksandr Kroesjelnitski & Viktoria Mojsejeva   | 9             | 8             | 1             | 81            | 44            |
| 2015 | 5             | Petr Dron & Viktoria Mojsejeva                  | 10            | 9             | 1             | 80            | 41            |
| 2016 | 1             | Aleksandr Kroesjelnitski & Anastasia Bryzgalova | 11            | 10            | 1             | 98            | 47            |
| 2017 | 11            | Aleksandr Kroesjelnitski & Anastasia Bryzgalova | 10            | 8             | 2             | 77            | 49            |
| 2018 | 2             | Daniil Gorjatsjev & Maria Komarova              | 11            | 8             | 3             | 86            | 50            |
| 2019 | 5             | Aleksandr Jeremin & Anastasia Moskaleva         | 9             | 7             | 2             | 71            | 38            |
| 2021 | 11            | Aleksandr Jeremin & Anastasia Moskaleva         | 9             | 4             | 5             | 50            | 56            |
| 2022 | Geen deelname | Geen deelname                                   | Geen deelname | Geen deelname | Geen deelname | Geen deelname | Geen deelname |
| 2023 | Geen deelname | Geen deelname                                   | Geen deelname | Geen deelname | Geen deelname | Geen deelname | Geen deelname |
| 2024 | Geen deelname | Geen deelname                                   | Geen deelname | Geen deelname | Geen deelname | Geen deelname | Geen deelname |
| 2025 | Geen deelname | Geen deelname                                   | Geen deelname | Geen deelname | Geen deelname | Geen deelname | Geen deelname |

Australië · België · Brazilië · Bulgarije · Canada · China · Chinees Taipei · Denemarken · Duitsland · Engeland · Estland · Filipijnen · Finland · Frankrijk · Griekenland · Groot-Brittannië · Guyana · Hongarije · Hongkong · Ierland · India · Israël · Italië · Jamaica · Japan · Kazachstan · Kirgizië · Koeweit · Kosovo · Kroatië · Letland · Litouwen · Luxemburg · Mexico · Mongolië · Nederland · Nieuw-Zeeland · Nigeria · Noorwegen · Oekraïne · Oostenrijk · Polen · Portugal · Puerto Rico · Qatar · Roemenië · Rusland · Saoedi-Arabië · Schotland · Servië · Slovenië · Slowakije · Spanje · Thailand · Tsjechië · Turkije · Verenigde Staten · Wales · Wit-Rusland · Zuid-Korea · Zweden · Zwitserland